# 305 Gordonia
A 305 Gordonia a Naprendszer kisbolygóövében található aszteroida. Auguste Charlois fedezte fel 1891. február 16-án.